# نانارسین
نانارسین، نانار و به عبارتی ناری، نام دختر پنجمین شاه پادشاهی عیلام، اونتاش ناپیریشا و ملکه ناپیر-آسو است.
نانار ابتدا قرار بود با شاهزاده هانه ازدواج کند که با حملهٔ پسرعمویش به داخل کاخ و کشته شدن اونتاش و ناپیراسو این ازدواج هرگز صورت نگرفت